# Крюковский, Андрей Сергеевич
Крюковский Андрей Сергеевич (родился 20 апреля 1956) — лауреат Государственной премии СССР, доктор физико-математических наук, профессор, декан факультета информационных систем и компьютерных технологий Российского нового университета.

## Профессиональная деятельность
- 1986 год — учёный секретарь секции "Распространение радиоволн" Российского НТО радиотехники, электроники и связи им. А.С. Попова.
- 1990 год — стал лауреатом Государственной премии СССР за крупный вклад в асимптотические методы теории дифракции и распространения электромагнитных волн; решение с помощью теории особенностей дифференцируемых отображений (теории катастроф) с ограничениями  нового класса задач геометрической теории дифракции, основанный на классификации краевых и угловых катастроф и соответствующих этим особенностям фокусировок волновых полей; разработку теории трёхмерных пространственно–временных фокусировок, соответствующих основным катастрофам коранга три; создание оригинального метода локальной равномерной асимптотики для описания дифракционных структур электромагнитных полей в областях структурно-устойчивых пространственно-временных фокусировок, возникающих при распространении излучения в неоднородных, нестационарных диспергирующих средах.
- 1995 год — член Американского математического общества
- 1998 год — организовал и возглавил в РосНОУ факультет Информационных систем и компьютерных технологий, на котором в настоящее время обучается более 900 студентов и 30 аспирантов. Член бюро Научного совета РАН по комплексной проблеме «Распространение радиоволн». Руководитель секции «Математическое моделирование процессов распространения радиоволн», соруководитель постоянно действующего ежемесячного Всероссийского научного семинара «Математическое моделирование волновых процессов».
- 2014 — вошёл в «Топ 100 самых цитируемых российских учёных по данным РИНЦ: Математика» с индексом Хирша — 20